# 66式探信儀 OQS-3
66式探信儀 OQS-3は、技術研究本部で開発された探信儀（アクティブ・ソナー）。アメリカ海軍のAN/SQS-23とほぼ同性能とされている。

## 来歴
海上自衛隊では、まずニッケル磁歪材料を使用したサーチライト・ソナーであるT-1、また昭和32年度ではアルフェロ磁歪材料を使用したスキャニング・ソナーであるT-2を開発したものの、いずれも性能的に不十分であったことから装備化には至らなかった。
このことから、昭和30年代前半より、10年後の実用ソナー国産化を目指した試みが開始され、昭和34年から昭和35年にかけてT-3として試作された。この間、アメリカ合衆国でやや先行して開発されていたAN/SQS-23の資料が提供され、発振周波数の決定等に活用された。また第2次防衛力整備計画で建造される護衛艦にはアスロックとQH-50 DASHの搭載が予定されていたが、本機の開発は間に合わないと判断され、MAP供与によるAN/SQS-23を搭載することになった。
試作機は昭和36年3月に完成して護衛艦「わかば」に搭載され、昭和37年春より海上技術試験に移行した。試験においては相当の不具合が発生したものの、官民一致した努力により克服され、最終的にはAN/SQS-23と同等の条件での探知に至った。昭和39年3月からの実用試験の後、昭和41年に制式化された。

## 設計
本機では、送受波器にはチタン酸バリウムによる電歪振動子を採用した。また受信形式としては、従来のソナーがスキャニング受信を用いていたのに対し、本機では待ち受け受信が採用されたことにより、信号エネルギーを積極的に積分することが可能になり、SN比が大きく改善された。
使用周波数としては、音波伝播減衰が少なく、開発当時の海自の主力ソナーであるAN/SQS-10級の5倍程度の探知距離（おおむね10,000ヤード）を得られることを評価して、AN/SQS-23と同等とされた。ここでモデルとされたAN/SQS-23は周波数4.5～5.5キロヘルツ、探知距離9,100メートルを狙ったものであった。送信機は大型の艦首ドームに収容されており、チタン酸バリウム電歪振動子による送受波器を432個、48本のステーブとして円筒状に配置していた。
試作機と比べて、実用機では逐次方向送信（RDT）機能を付加したほか、昭和40年代後半には、浅海面における目標識別能力の向上を目的として、周波数変調（FM）送振及びそれにマッチした相関信号処理の付加など、若干のバージョンアップが行われた。また本機では、続いて開発された75式探信儀 OQS-101ほどではなかったとはいえ、収束帯（CZ）による探知も期待されていたことから、最初に発信した反響音が返る前に続けて5回発振しようとする多重発振、いわゆる「お手玉発振」機能が付与された。しかし実際には、日本近海ではCZ探知を得られるような条件の良い海域はほとんどなく、この機能による探知を得ることはできなかった。

## 搭載艦
昭和40年度計画艦より搭載を開始し、最終的に23基が装備化された。
- みねぐも型護衛艦（40〜42DDK）
- たかつき型護衛艦後期建造型（40/41DDA）
- ちくご型護衛艦（42〜48DE）
- はるな型護衛艦（43/45DDH）
- やまぐも型護衛艦（44/46/49DDK）
- たちかぜ型護衛艦前期建造型（46/48DDG）